# NGC 4693
NGC 4693 (другие обозначения — UGC 7962, MCG 12-12-18, ZWG 335.23, IRAS12452+7126, PGC 43141) — спиральная галактика (Scd) в созвездии Дракона. Открыта Уильямом Гершелем в 1793 году.
Этот объект входит в число перечисленных в оригинальной редакции «Нового общего каталога».
На фотоизображених видна спиральная галактика с небольшим, ярким, круглым ядром, сильно наклонённая к лучу зрения. Внешняя оболочка демонстрирует некоторые признаки спиральной структуры и содержит много пылевых облаков, особенно вдоль юго-восточного края. При визуальном наблюдении в любительский телескоп галактика предстаёт относительно слабой, но достаточно хорошо различимой при большом увеличении как вытянутая полоска света, ориентированная с северо-востока на юго-запад, с довольно равномерной поверхностной яркостью и хорошо очерченными краями. Радиальная скорость: 1806 км/с. Расстояние: 81 млн световых лет. Диаметр: 59 тыс. световых лет.